# Componibilidad
La componibilidad (del latín componere, «poner juntos») es un concepto filosófico debido a Leibniz por la que algo es posible en relación con algunos estados de cosas, hechos o circunstancias. Leibniz estableció que un elemento individual completo (por ejemplo, una persona) se caracteriza por todas sus propiedades, y éstas determinan sus relaciones con otros elementos individuales. La existencia de un elemento individual puede contradecir la existencia de otro. Un mundo posible comprende elementos individuales que son componibles; es decir, elementos individuales que pueden existir juntos. 
Leibniz indica que un mundo es un conjunto de elementos componibles, sin embargo, un mundo es una especie de colección de elementos que Dios podría traer a la existencia. Pero ni siquiera Dios puede traer a la existencia un mundo en el que hubiera una cierta contradicción entre sus miembros o propiedades.
Cuando Leibniz habla de un mundo posible, quiere decir un conjunto de componibles, cosas finitas que Dios podría haber traído a la existencia si no estuviera limitado por la bondad que es parte de su naturaleza. El mundo real, al contrario, no es más que el conjunto de las cosas finitas ejemplificadas por Dios, porque es el más grande en bondad, realidad y perfección. Naturalmente, el hecho de que estemos aquí experimentando este mundo (el mundo real) significa que hay al menos un mundo posible. Para Leibniz hay un número infinito de mundos posibles.
Alain Badiou toma prestado este concepto definiendo la filosofía como la creación de un «espacio de componibilidad» de verdades heterogéneas y Gilles Deleuze lo utiliza en Cinéma II, apoyándose en la explicación de Leibniz del problema de los futuros contingentes, creando la noción de en-componible, y basándose en Jorge Luis Borges explica que existen de hecho varios mundos mutuamente contradictorios.
También David Lewis en su The Paradoxes of Time Travel de 1976 utiliza el concepto de componibilidad para aseverar: «Decir que algo puede suceder significa que su suceso es componible con determinados hechos. ¿Qué hechos? Esto está determinado, pero a veces no determinado lo suficientemente bien por el contexto».